# ناجح ابراهم
ناجح ابراهم (فرانسوی: Najeh Braham‎؛ زادهٔ ۲۰ مهٔ ۱۹۷۷) بازیکن فوتبال اهل تونس است.

## باشگاهی
از باشگاه‌هایی که در آن بازی کرده‌است می‌توان به باشگاه فوتبال ماگدبورگ ۱، باشگاه فوتبال قوت-وایس ارفورت، و باشگاه فوتبال ارتسگبیرگ آئو اشاره کرد.

## تیم ملی
وی همچنین در تیم ملی فوتبال تونس بازی کرده‌است.